# Золмітриптан
Золмітриптан — селективний агоніст рекомбінантних 5-НТ1В/1D-рецепторів серотоніну судин людини для лікування нападів мігрені з аурою і без аури. Застосовується перорально або інтраназально. Терапевтичний ефект розвивається впродовж 15-20 хвилин після застосування з максимумом дії через 1 годину.

## Історія
Золмітриптан був запатентований у 1990 році та випущений на фармацевтичний ринок у 1997 році фірмою AstraZeneca.

## Фармакологічні властивості

### Фармакодинаміка
Золмітриптан є селективним агоністом рекомбінантних 5-НТ1В/1D-рецепторів серотоніну судин людини. Він має помірну спорідненість із серотоніновими 5-НТ1А-рецепторами, не має суттєвого впливу щодо 5НТ2-, 5НТ3-, 5НТ4-серотонінових рецепторів, a1-, a2-, b1-адренергічних рецепторів, Н1-, Н2-гістамінових рецепторів, М-холінових рецепторів, D1-, D2-дофамінергічних рецепторів.
Препарат спричиняє звуження переважно судин голови, блокує вивільнення нейропептидів, зокрема вазоактивного інтестинального пептиду, який є основним трансміттером, що спричиняє розширення судин голови, яке лежить в основі патогенезу мігрені. Золмітриптан зупиняє розвиток нападу мігрені без прямої аналгетичної дії. Разом з купіруванням мігренозного нападу золмітриптан послаблює нудоту, блювання (особливо при лівосторонніх атаках), фото- і фонофобію. Додатково до периферичної дії золмітриптан впливає на центри стовбура головного мозку, пов'язані з мігренню, що пояснює стійкий повторний ефект при лікуванні серії з кількох нападів мігрені в одного пацієнта. Високоефективний у комплексному лікуванні мігренозного статусу (серії з кількох тяжких, що йдуть один за одним, нападів мігрені тривалістю 2–5 діб). Усуває мігрень, асоційовану з менструацією.

### Фармакокінетика
Після перорального прийому золмітриптан добре всмоктується у травному тракті. Абсорбція препарату не залежить від прийому їжі. Середня абсолютна біодоступність становить приблизно 40 %. Зв'язування з білками плазми — 25 %. Час досягнення максимальної концентрації становить 1 годину, терапевтична концентрація у плазмі підтримується протягом наступних 4–6 годин. При повторному прийомі кумуляції препарату не спостерігається.
Золмітриптан підлягає інтенсивній біотрансформації у печінці з утворенням N-десметилпохідного, що має у 2–6 разів більшу фармакологічну активність, ніж первинна сполука, і ряд неактивних метаболітів. Відомі три основних метаболіти золмітриптану: індолоцтова кислота (основний метаболіт у плазмі і сечі), N-оксид- і N-десметиланалоги. N-десметильований метаболіт — активний, а два інші метаболіти — неактивні. У здорових суб'єктів при прийомі разової дози золмітриптан і його активний N-десметильований метаболіт мають пропорційно залежні від дози AUC та Cmax в діапазоні доз від 2,5 до 50 мг. Плазмові концентрації N-десметильованого метаболіту приблизно у два рази нижчі, ніж концентрації вихідної лікарської речовини, він може посилити терапевтичну дію золмітриптану. Виводиться з організму золмітриптан переважно нирками у вигляді метаболітів, і близько 30 % — через кишечник у незміненому вигляді.
Після внутрішньовенного введення загальний плазмовий кліренс у середньому становить приблизно 10 мл/хв/кг, з яких третина припадає на нирковий кліренс. Нирковий кліренс перевищує швидкість клубочкової фільтрації, що свідчить про секрецію в ниркових канальцях. Об'єм розподілу після внутрішньовенного введення становить 2,4 л/кг. Середній період напіввиведення (Т1/2) золмітриптану становить 2,5–3 години. Час напіввиведення його метаболітів є подібним, що свідчить про те, що їх виведення обмежується швидкістю утворення.

## Показання
Лікування нападу мігрені з аурою і без аури.
Лікування мігренозного статусу.

## Протипоказання
Золмітриптан протипоказаний при наступних станах:
- Підвищена індивідуальна чутливість до компонентів лікарського засобу.
- Неконтрольована артеріальна гіпертензія.
- Ішемічна хвороба серця. Ангіоспастична стенокардія (стенокардія Принцметала).
- Цереброваскулярні порушення та транзиторна ішемічна атака (ТІА) в анамнезі.
- Одночасний прийом ерготаміну, похідних ерготаміну, суматриптану, наратриптану чи інших агоністів рецепторів 5HT1B/1D.

## Побічні ефекти
За частотою виникнення побічні ефекти класифікуються таким чином: дуже часто (≥ 1/10); часто (≥ 1/100 < 1/10); нечасто (≥ 1/1000 < 1/100); рідко (≥ 1/10000 < 1/1000); дуже рідко (< 1/10000), невідомо (не можна оцінити з наявних даних). За інформацією виробника, можливий розвиток таких побічних ефектів:
- з боку імунної системи: рідко — реакції гіперчутливості (ангіоневротичний набряк та анафілактичні реакції).
- з боку серця: часто — відчуття серцебиття; нечасто — тахікардія; дуже рідко — інфаркт міокарда, стенокардія, коронароспазм.
- з боку судин: нечасто — тимчасове підвищення системного артеріального тиску, незначне підвищення артеріального тиску.
- з боку нервової системи: часто — порушення чутливості, запаморочення, головний біль, гіперестезії, парестезії, сонливість, відчуття жару.
- з боку шлунково-кишкового тракту: часто — біль у животі, нудота, блювання, сухість у роті, дисфагія; дуже рідко — діарея з домішками крові, інфаркт або некроз кишечника, ішемічні явища з боку шлунково-кишкового тракту, ішемічний коліт, інфаркт селезінки.
- з боку шкіри та підшкірної клітковини: рідко — ангіоневротичний набряк, кропив'янка.
- з боку нирок та сечовидільної системи: нечасто — поліурія, збільшення частоти сечовипускання; дуже рідко — імперативні позиви до сечовипускання.
- з боку скелетно-м'язової системи та сполучної тканини: часто — м'язова слабкість, біль у м'язах.
- загальні розлади і стан на ділянці застосування: часто — астенія, відчуття важкості, стискання, болю або тиску у горлі, шиї, грудній клітці та кінцівках.

## Особливості застосування

### Діти
Безпека та ефективність у педіатричних пацієнтів не встановлені, тому золмітриптан не рекомендується застосовувати пацієнтам до 18 років.
В одному рандомізованому плацебо-контрольованому клінічному дослідженні золмітриптан у дозах 2,5, 5 та 10 мг не продемонстрував більшу ефективність порівняно з плацебо при лікуванні мігрені у підлітків. Побічні реакції у пацієнтів-підлітків, які отримували золмітриптан, були подібні до таких у дорослих. Золмітриптан не вивчався у педіатричних пацієнтів молодше 12 років.
У досвіді постмаркетингу з триптанами, включаючи золмітриптан, не було виявлено додаткових побічних реакцій у педіатричних пацієнтів, яких не спостерігали у дорослих.

### Вагітність і лактація
Безпека застосування золмітриптану у період вагітності у людей не вивчалася. У дослідженнях репродуктивної токсичності на щурах та кроликах пероральне введення золмітриптану вагітним тваринам призводило до ембріолетальності та порушень плоду.
Немає даних про наявність золмітриптану або його метаболітів у молоці людини, вплив на немовлят або вплив золмітриптану та його метаболітів на продукування молока. У щурів пероральне застосування золмітриптану призводило до рівня препарату у молоці до 4 разів більше, ніж у материнській плазмі.
Переваги для здоров'я дитини і матері від грудного вигодовування слід оцінювати разом із клінічною потребою матері у лікуванні золмітриптаном та потенційними ризиками для немовляти.

## Взаємодії
Моклобемід. Підвищення концентрації золмітриптану у крові.
Комбіновані оральні контрацептиви. Максимальна концентрація у крові (Cмакс) і площа під кривою AUC золмітриптану були збільшені на 30 % і 50 % відповідно, час досягнення максимальної концентрації у крові (Tмакс) затримувався на півгодини у жінок, які приймали оральні контрацептиви. Вплив золмітриптану на фармакокінетику пероральних контрацептивів не вивчався.

## Торговельні назви

### Україна
Станом на квітень 2024 року в Україні зареєстровані наступні препарати з діючою речовиною золмітриптан:
| Торговельна назва | Виробник | Форма випуску                                                                                             |
| ----------------- | --- | --- |
| Золмігрен®        | АТ «Фармак», Україна | таблетки, вкриті оболонкою, у блістері, 2,5 мг по 2 або 10 таблеток в упаковці                            |
| Золмігрен® спрей  | ТОВ Науково-виробнича фірма «МІКРОХІМ» (Відповідальний за виробництво та контроль/випробування серії, не включаючи випуск серії)/АТ «Фармак» (виробництво за повним циклом), Україна/Україна | спрей назальний дозований по 2 мл (20 доз) у флаконі, по 2,5 або 5 мг/доза, 1 флакон в упаковці           |
| Рапіміг           | Actavis LTD, Мальта | таблетки, що диспергуються у ротовій порожнині, у блістерах, 2,5 або 5 мг, по 2 або 6 таблеток в упаковці |

## Правовий статус
В Україні відпускається за рецептом.